# Ga Gapyeong
Ga Gapyeong là ga đường sắt trên Tuyến Gyeongchun. Các điểm tham quan gần đó bao gồm đảo Nami-seom và Jarasum.

## Bố trí ga
| ↑ Sangcheon     |
| ４３ \| ２１ \| |
| Gulbongsan ↓    |

| １·２ | ●Tuyến Gyeongchun →ITX-Cheongchun | → Hướng đi Chuncheon →                                 |
| ３·４ | ●Tuyến Gyeongchun →ITX-Cheongchun | ← Hướng đi Cheongnyangni · Đại học Kwangwoon · Yongsan |